# Jaime Arango
Jaime Arango (Itagüí, Antioquia, Colombia; 11 de enero de 1962) es un exfutbolista colombiano. Jugaba de delantero.

## Trayectoria

### Como futbolista
Se destacó con la camiseta de Atlético Nacional en la que la mayor parte de su estancia utilizó el dorsal #18. En sus dos ciclos con el conjunto verdolaga jugó 266 partidos y anotó 54 goles, uno de esos goles, marcado el 26 de julio de 1995 a Millonarios por el partido de ida de los cuartos de final de la Copa Libertadores 1995 a los 23 segundos fue el más rápido de la historia verdolaga. Su último partido fue el 16 de marzo de 1997 ante Cúcuta en el Estadio General Santander.

### Como entrenador
Como entrenador solamente ha dirigido en las inferiores de Atlético Nacional, dirigió al equipo en el Torneo Sub-18 junto a Felipe Merino en el 2009; ya en el 2010 tras Jose Fernando Santa ser nombrado técnico pirncipal del equipo, Jaime Arango pasa a dirigir en la Copa Colombia y ser su asistente en la liga. Tras la destitución de Jose Fernando Santa queda en el cargo de técnico de las divisiones inferiores del equipo, junto a Felipe Merino.

## Selección nacional
Con la Selección Colombia jugó 3 partidos y marcó dos goles.

## Clubes
| Club                   | País     | Año       |
| ---------------------- | -------- | --------- |
| Independiente Medellín | Colombia | 1981-1983 |
| Once Caldas            | Colombia | 1986      |
| Atlético Nacional      | Colombia | 1987-1992 |
| Envigado F. C.         | Colombia | 1993      |
| Atlético Nacional      | Colombia | 1994-1997 |

## Palmarés

### Campeonatos nacionales
| Título                | Club              | País     | Año  |
| --------------------- | ----------------- | -------- | ---- |
| Campeonato colombiano | Atlético Nacional | Colombia | 1991 |
| Campeonato colombiano | Atlético Nacional | Colombia | 1994 |

### Campeonatos internacionales
| Título              | Club              | País     | Año  |
| ------------------- | ----------------- | -------- | ---- |
| Copa Libertadores   | Atlético Nacional | Colombia | 1989 |
| Copa Interamericana | Atlético Nacional | Colombia | 1990 |